# Schwarzach (Isel)
Schwarzach är ett vattendrag i Österrike. Det ligger i förbundslandet Tyrolen, i den centrala delen av landet, 300 km sydväst om huvudstaden Wien.
I omgivningarna runt Schwarzach växer i huvudsak blandskog. Runt Schwarzach är det ganska glesbefolkat, med 26 invånare per kvadratkilometer.